# Východoněmecká marka
Východoněmecká marka je měna bývalé Německé demokratické republiky.
Původní zkratka měny byla DM (Deutsche Mark), tedy stejná jako u západoněmecké marky. Později byla tato zkratka v letech 1964 až 1967 změněna na MDN a od roku 1967 na M (Mark).

## Mince
Oběžné mince byly vydány v hodnotách 1, 5, 10, 20 a 50 feniků a 1, 2 a 5 marek. Pamětní mince měly nominály 5, 10 a 20 marek.

## Bankovky
Bankovky byly vydány v hodnotách 5, 10, 20, 50 a 100 marek. Vytištěné bankovky v hodnotě 200 a 500 marek nebyly dány do oběhu.
Východoněmecká marka měla k československé koruně dlouhá léta stabilní kurs 1 M = 3 Kčs.